# 丹参内酯
丹参内酯是一种多环有机化合物，分子式C17H12O3，属于二萜衍生物，存在于丹参（Salvia miltiorrhiza）、南丹参（Salvia bowleyana）、荞麦地鼠尾草（Salvia kiaometiensis）以及大叶鼠尾草（Salvia grandifolia）等鼠尾草属植物中。丹参内酯是一种潜在的冠状病毒抑制剂。